# Hal Sutherland
Hal Sutherland (geboren am 1. Juli 1929 in Cambridge, Massachusetts; gestorben am 16. Januar 2014) war ein US-amerikanischer Trickfilm-Zeichner und -Regisseur.

## Karriere
Sutherland begann seine Laufbahn 1954 bei Disney, wo er als Zeichner unter anderem an den Filmen Peter Pan, Susi und Strolch und Dornröschen mitwirkte. Ende der 1960er Jahre wechselte er zum neu gegründeten Trickfilmstudio Filmation, wo er begann, als Regisseur von Zeichentrickfilmen und -serien zu wirken. Für Filmation war er unter anderem an Ein Job für Superman und einer Adaption des Comics Aquaman  beteiligt und führte bei den ersten sechzehn Episoden von Die Enterprise Regie. 1974 zog er sich bei Filmation zurück. Er starb am 16. Januar 2014.

## Filmografie (Auswahl)
als Regisseur
- 1966: The New Adventures of Superman (Zeichentrickserie)
- 1967: Ein Job für Superman (Zeichentrickserie)
- 1967: Journey to the Center of the Earth (Zeichentrickserie)
- 1967: Aquaman – Herrscher über die sieben Weltmeere (Zeichentrickserie)
- 1968: The Batman/Superman Hour (Zeichentrickserie)
- 1970: Archie’s Funhouse (Fernsehserie)
- 1972: Journey Back to Oz
- 1973: Piraten vor der Schatzinsel
- 1973–1974: Die Enterprise (Zeichentrickserie)
- 1974: Oliver Twist
- 1983: He-Man – Im Tal der Macht (Zeichentrickserie, 1 Folge)
- 1987: Pinocchio and the Emperor of the Night